# Poolnacht

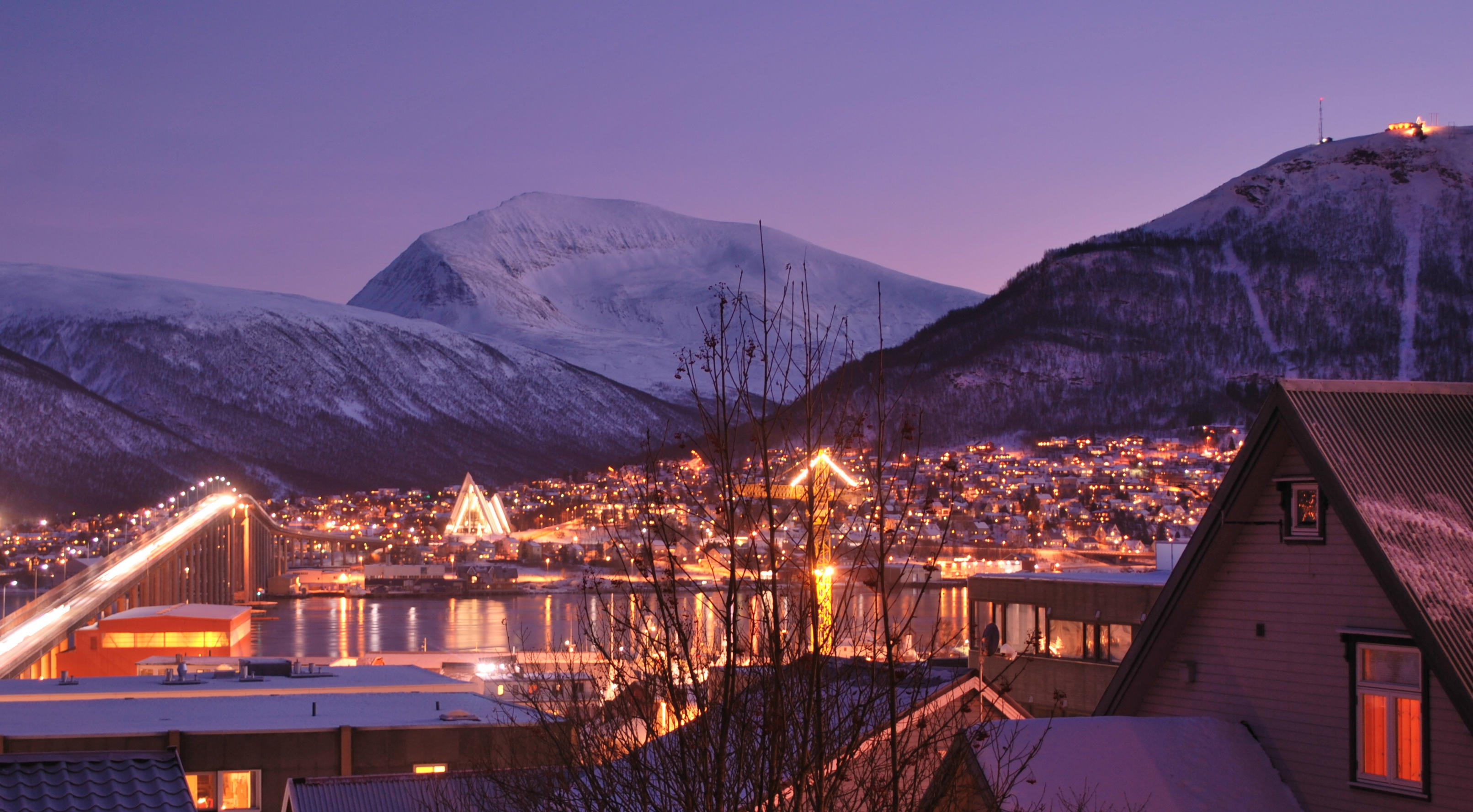
Vroege middag in de Noorse stad Tromsø tijdens de poolnacht

De poolnacht is in de meteorologie het verschijnsel waarbij de zon gedurende het hele etmaal niet boven de horizon uitkomt. 
Poolnachten komen alleen voor ten noorden van de Noordpoolcirkel (in de periode van september tot maart) en ten zuiden van de Zuidpoolcirkel (in de periode van maart tot september). Naarmate men dichter bij de geografische Noordpool of Zuidpool komt duurt de poolnacht steeds langer, tot ca. een halfjaar bij de polen zelf. Bij de poolcirkels duurt de poolnacht niet langer dan een etmaal.

## Poolnacht/-dag
Tegenover de poolnacht staat het verschijnsel dat de pooldag of vaak ook middernachtzon wordt genoemd, waarbij de zon 24 uur per etmaal niet onder de horizon komt.

## Psychologisch effect
De poolnacht heeft over het algemeen een negatief effect op mensen. Men wordt gedwongen om binnenshuis te blijven vanwege de duisternis en de bijtende kou, wat kan leiden tot depressie en verveling. Veel personen hebben door de afwezigheid van licht last van seizoensafhankelijke depressies (winterdepressie), waartegen lichttherapie soms kan helpen. Ook leidt het ertoe dat veelvuldiger naar de fles wordt gegrepen, waardoor noordelijke landen als Noorwegen, Zweden en Finland een bovengemiddeld alcoholgebruik kennen. Ook wordt een verband gelegd met de relatief hoge zelfmoordcijfers.